# Birmensdorf
Birmensdorf é uma comuna da Suíça, no Cantão Zurique, com cerca de 5.529 habitantes. Estende-se por uma área de 11,38 km², de densidade populacional de 486 hab/km². Confina com as seguintes comunas: Aesch bei Birmensdorf, Berikon (AG), Bonstetten, Oberwil-Lieli (AG), Rudolfstetten-Friedlisberg (AG), Stallikon, Uitikon, Urdorf, Wettswil am Albis.
A língua oficial nesta comuna é o Alemão.